# بخش بازفت
بخش بازُفْت یکی از بخش‌های شهرستان کوهرنگ در استان چهارمحال و بختیاری است.
بخش بازفت در شمال غربی استان چهارمحال و بختیاری و در مجاورت استان خوزستان قرار دارد .
از پدیده های طبیعی این منطقه می‌توان زردکوه و رود بازفت را نام برد .
ساکنان این منطقه از بختیاری بوده و به گویش بختیاری تکلم می‌کنند .

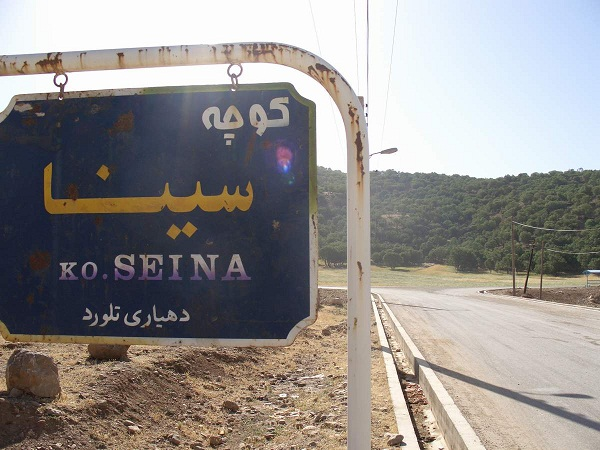
طبیعتِ بازفت، دهستان چم قلعه،تلورد.

## دهستان دهناش و محل قلعه تاریخی مشهدی محمد ظاهری
- بخش بازفت از دهستان های زیر تشکیل شده است:
  - دهستان بازفت بالا
  - دهستان بازفت پایین

## جمعیت
بنابر سرشماری مرکز آمار ایران، جمعیت بخش بازفت شهرستان کوهرنگ در سال ۱۳۸۵، برابر با ۱۴۷۳۷ نفر بوده‌است.